# Roni Zuckermanová
Roni Zuckermanová  (* 1977 nebo 1978) je první ženou, která získala kvalifikaci pilota proudových stíhacích letounů ve vojenském letectvu Izraele. Stalo se tak roku 2001.
Je vnučkou Cviji Lubetkinové a Jicchaka Zuckermana, známého také pod nom de guerre „Antek“, kteří v době druhé světové války patřili mezi vedoucí postavy povstání ve varšavském ghettu a pouhých 34 přeživších bojovníků z něj. Byli také zakládajícími členy kibucu Lochamej ha-Geta'ot („Bojovníků z ghetta“), založeného ve 40. letech 20. století nedaleko Haify přeživšími z ghett, v němž Zuckermanová vyrůstala. 
Ačkoliv ženy sloužily jako piloti již během izraelské války za nezávislost a v několika následujících letech, Izraelské obranné síly jim až do roku 1995 odpíraly příležitost stát se členy osádek bojových letadel. Poté, co toto omezení padlo, jejich první bojovou letkyní se v roce 1998 stala navigátorka-operátorka zbraňových systémů letounu F-16 známá pouze jako „Shari“, následovaná o tři roky později právě Zuckermanovou, jako první pilotkou bojových proudových letadel v dějinách Izraelského vojenského letectva.
Další žena, která se zúčastnila stejného výcvikového kursu současně s por. Zuckermanovou, ale neuspěla v něm, popsala reportérům výcvik jako „tělesně i duševně vyčerpávající“. Prohlásila také, že: „dělala jsem sto kliků denně, což je pro ženu náročné. Z ženských frekventantů kursu uspěla jen Roni.“